# Natasha Rothwell
Natasha Rothwell (Wichita, Kansas, 18 de ocutubre de 1980) es una actriz, comediante y guionista estadounidense. Es conocida por trabajar en la serie de televisión de HBO, Insecure (2016–2021) como escritora, productora supervisora e interpretar a Kelli. También es conocida por interpretar a Belinda en la serie de televisión,  The White Lotus (2021) de HBO. 

## Biografía y carrera
Rothwell comenzó a trabajar para Saturday Night Live (SNL), en 2014. Captó rápidamente la atención por sus guiones de sketches dentro de la temporada 2014-2015. En 2016, fue contratada por HBO para el guion de la serie de televisión Insecure. donde también interpretó a Kelli y se convirtió en productora de la misma. Gracias a su éxito, HBO, quiso contar con ella para realizar una nueva serie partiendo de sus guiones donde sería la protagonista de la misma. Sin embargo, dicha producción se vio paralizada.
En 2020, Rothwell fue incluida en el proyecto de Mike White para HBO, The White Lotus; serie que fue estrenada en 2021. Gracias a su actuación fue nominada a los Premios Primetime Emmy a la mejor actriz de reparto - Miniserie o telefilme. En abril de 2023, se confirmó que Rothwell retomaría su papel de Belinda para la tercera temporada.

## Filmografía

### Cine
| Año  | Película                    | Papel                             | Notas        |
| ---- | --------------------------- | --------------------------------- | ------------ |
| 2015 | A Year and Change           | Angie                             |              |
| 2018 | Love, Simon                 | Ms. Albright                      |              |
| 2019 | Wyrm                        | V.P. Lister                       |              |
| 2020 | Like a Boss                 | Jill                              |              |
| 2020 | Sonic, la película          | Rachel                            |              |
| 2020 | Wonder Woman 1984           | Carol                             |              |
| 2022 | Sonic 2, la película        | Rachel                            |              |
| 2022 | Aqua Teen Forever: Plantasm | Japongaloid (Japongaloid Natasha) | Papel de voz |
| 2023 | Wish                        | Sakina                            | Papel de voz |
| 2023 | Wonka                       | Piper Benz                        |              |
| 2024 | Sonic 3, la película        | Rachel                            |              |

### Televisión
| Año     | Trabajo                          | Papel                | Notas                               |
| ------- | -------------------------------- | -------------------- | ----------------------------------- |
| 2014    | Wild 'n Out                      | Ella misma           |                                     |
| 2014    | Royal Pains                      | Tamara               | 1 episodio                          |
| 2014–15 | Saturday Night Live              | N/A                  | Guionista, 21 episodios             |
| 2016    | Search Party                     | Real Woman           | 1 episodio                          |
| 2016    | Netflix Presents: The Characters | Varios               | Guionista, 1 episodio               |
| 2016–21 | Insecure                         | Kelli                | Guionista, productora, 18 episodios |
| 2017    | BoJack Horseman                  | Clemelia Bloodsworth | Voz, 1 episodio                     |
| 2017    | Future-Worm!                     | Varios               | Voz, 2 episodios                    |
| 2018    | Brooklyn Nine-Nine               | Delia Alvarado       | 1 episodio                          |
| 2018–20 | DuckTales                        | Zan Owlson           | Voz, 5 episodios                    |
| 2019    | Star vs. the Forces of Evil      | Brunzetta            | Voz, 2 episodios                    |
| 2019    | A Black Lady Sketch Show         | Pearlina Teatree     | 1 episodio                          |
| 2020    | Love, Victor                     | Ms. Albright         | 1 episodio                          |
| 2020    | Baby Shark's Big Show!           | Mommy Shark          | protagonista                        |
| 2021-25 | The White Lotus                  | Belinda              | 13 episodios                        |
| 2021    | American Dad!                    | Carol                | Voz, episodio: "Cry Baby"           |
| 2021-22 | Tuca & Bertie                    | Terry Toucan         | 3 episodios                         |
| 2022    | The Ghost and Molly McGee        | Candace Green        | Voz, 2 episodios                    |
| 2024    | How to Die Alone                 | Melissa              | También creadora y guionista        |

## Premios y nominaciones
| Año  | Premio                    | Categoría                                            | Trabajo             | Resultado | Ref.   |
| ---- | ------------------------- | ---------------------------------------------------- | ------------------- | --------- | ------ |
| 2016 | Writers Guild of America  | Mejor sketch de un especial de Comedia / Variedad    | Saturday Night Live | Nominada  | [ 13 ] |
| 2019 | Black Reel Awards         | Mejor actriz de reparto en una serie de comedia      | Insecure            | Nominada  | [ 14 ] |
| 2019 | Black Reel Awards         | Mejor guion en una serie de comedia                  | Insecure            | Nominada  | [ 14 ] |
| 2019 | NAACP Image Awards        | Mejor actriz de reparto en una serie de comedia      | Insecure            | Nominada  | [ 15 ] |
| 2020 | Black Reel Awards         | Mejor serie de comedia                               | Insecure            | Ganadora  | [ 16 ] |
| 2020 | Black Reel Awards         | Mejor actriz de reparto en una serie de comedia      | Insecure            | Nominada  | [ 16 ] |
| 2020 | Black Reel Awards         | Mejor guion en una serie de comedia                  | Insecure            | Nominada  | [ 16 ] |
| 2020 | Primetime Emmy Awards     | Mejor serie de comedia                               | Insecure            | Nominada  | [ 17 ] |
| 2021 | NAACP Image Awards        | Mejor actriz de reparto en una serie de comedia      | Insecure            | Nominada  | [ 18 ] |
| 2022 | NAACP Image Awards        | Mejor actriz de reparto en una serie de comedia      | Insecure            | Nominada  | [ 19 ] |
| 2022 | NAACP Image Awards        | Mejor actriz de reparto en una miniserie o telefilme | The White Lotus     | Nominada  | [ 19 ] |
| 2022 | Primetime Emmy Awards     | Mejor actriz de reparto - Miniserie o telefilme      | The White Lotus     | Nominada  | [ 20 ] |
| 2025 | Independent Spirit Awards | Mejor reparto de serie guionizada                    | How to Die Alone    | Ganadora  | [ 21 ] |